# レオナルド・シッタジーニ
レオ（Léo）ことレオナルド・シッタジーニ（Leonardo Cittadini、1994年2月27日 - ）は、ブラジル・サンパウロ州出身のサッカー選手。カンピオナート・ブラジレイロ・セリエA・アトレチコ・パラナエンセ所属。ポジションはミッドフィールダー（MF）。

## タイトル

### クラブ
サントスFC
- カンピオナート・パウリスタ：2回 (2015, 2016)

アトレチコ・パラナエンセ
- カンピオナート・パラナエンセ : 1回 (2019)
- Jリーグカップ/コパ・スダメリカーナ王者決定戦 : 1回 (2019)
- コパ・ド・ブラジル : 1回 (2019)